# Kecamatan Tegal Barat
Kecamatan Tegal Barat är ett distrikt i Indonesien.   Det ligger i provinsen Jawa Tengah, i den västra delen av landet, 260 km öster om huvudstaden Jakarta.